# Paz de la Cuesta
Paz Mercedes de la Cuesta Aguado, natural de Valladolid, es una penalista española. En la actualidad es catedrática de Derecho Penal de la Universidad de Cantabria. Fue diputada del Parlamento de Cantabria por el PSC-PSOE (2019-2023) y desde 2023 es concejala del mismo partido en el Ayuntamiento de Santander.
Creó la primera página web personal dedicada al Derecho Penal, titulada Paz en la red en marzo de 2000, con abundante contenido en línea y de acceso gratuito y contenía la revista Sistemas penales del tercer milenio en la que publicaron artículos diversos autores de todo el mundo. Ha sido responsable de diversos grupos de investigación.

## Carrera profesional
Tras finalizar la carrera en la Universidad de Valladolid, defendió su tesis doctoral en  1992 bajo el título La ley 25/1964 de 29 de abril sobre energía nuclear, en la Universidad de Cádiz, que fue Premio Extraordinario de Doctorado. Formada en el Max Planck Institut de Friburgo de Brisgovia y en el  Instituto de Criminología y Derecho penal económico  de la Universidad de Friburgo de Brisgovia dirigido por el prof. ClausTiedemann (Alemania), fue la primera directora del Centro Universitario de Estudios Superiores de Algeciras. Asimismo, ha sido profesora de la Universidad de Cádiz y directora de la Sección de Cádiz del Instituto Andaluz Interuniversitario de Criminología. También ha ejercido como abogada. Durante el año 2010 fue directora de la Cátedra Cantabria del Parlamento de Cantabria y en 2011 fue reconocida su labor por la lucha contra la violencia de género por el Gobierno de Cantabria.

## Obra
Parte significativa de su reflexión se centra en problemas dogmáticos y prácticos que plantea en relación con la prueba del resultado y de la relación de causalidad, especialmente en los delitos de peligro, a partir del concepto de incremento del riesgo permitido (sólo será típico aquel peligro que exceda del permitido en un ámbito donde la tecnología no logra descartar la existencia de un riesgo restante, como respecto de la existencia de una conducta imprudente) (Causalidad en los delitos contra el medio ambiente).  Esta cuestión –como después muchas otras- las resuelve mediante un análisis estructural de las normas jurídicas entendidas (también las normas jurídico-penales), siguiendo a Alchourrón y Bulygin. 
En su original concepción el «principio de minimización del riesgo» es el principio de actuación con el máximo nivel de cuidado que rige en ámbitos de riesgo extremo con la prohibición absoluta de creación de nuevos riesgos más allá de inevitable riesgo restante. A partir de este principio explica el deber de conocer las normas jurídicas sólo en aquellos supuestos en los que el sujeto actúa ejerciendo un rol y se encuentra en una determinada posición jurídica de la que se desprende que  tiene deber de informarse respecto de las normas protectoras de bienes jurídicos penalmente protegidos que regulan y configuran dicha posición
Desde sus primeras investigaciones destaca su interés por el papel de la mujer y su relación con el Derecho penal. Su trabajo Victimología y victimología femenina: las carencias del sistema es un clásico. En los últimos años se ha preocupado por el problema de la inmigración y los fenómenos de explotación y,  de hecho, de auténtica esclavitud. Pero lo más significativo de su trayectoria profesional son sus reflexiones sobre la legitimación del Ius puniendi y la categoría dogmática de la culpabilidad, a la que atribuye la tarea de legitimar al Derecho penal, porque es la categoría dogmática donde el sistema penal se enfrenta al sujeto destinatario del sistema: al hombre y sus  limitaciones;  pero también porque es la categoría del delito en la que el sujeto puede hacerse fuerte frente a un sistema penal injusto.
En esta línea publica en 2004, el libro Culpabilidad. Exigibilidad y razones para la exculpación  en el que se posiciona a favor de una  concepción dialéctica de la culpabilidad de referencia social que en una sociedad compleja y postmoderna cumpla funciones de relegitimación actual de la norma jurídico-penal y del Derecho penal en su conjunto, en la medida en que admite la posibilidad de un disenso racional. Ello exige concebir el Derecho penal de forma no meramente coactiva y redefinir el Modelo de Destinatario de la norma jurídico-penal a partir del  recíproco reconocimiento; de la capacidad de realizar afirmaciones que impliquen compromisos inferenciales y de la atribución de poder político y social al individuo.
Así propone un modelo de «imputación» en tres niveles progresivos para fundamentar la exigibilidad del comportamiento adecuado a la norma como fundamento de la culpabilidad: «integridad moral» (primer nivel de exigibilidad); respeto a la dignidad de la persona (segundo nivel de exigibilidad), y principio de igualdad material ante la ley (en el tercer nivel de exigibilidad).
Tras el abandono de las tesis del libre albedrío propone renunciar a presunciones propias de teorías clásicas de la racionalidad fuertemente vinculadas con modelos filosóficos superados que atribuyen al hombre libre albedrío y racionalidad ilimitada.En su teoría, la comprensión de las limitaciones de la racionalidad humana ha de servir para configurar el nuevo modelo de racionalidad y de conocimiento del Destinatario de la norma jurídico penal como espejo sobre el que reflejar —y enjuiciar— la concreta conducta realizada por el sujeto real. Junto a ello, la aceptación de la complejidad como (nuevo) elemento de la «justicia», exige una mayor fundamentación legal y constitucional de las sentencias condenatorias, sobre todo cuando versen sobre modelos morales diversos al utilizado como paradigmático.